# Super Multi

Super Multi 是指能夠燒錄DVD-R／-RW、DVD+R／+RW和DVD-RAM等非官方格式的DVD燒錄機。
Super Multi這種燒錄機由LG集团推出並獨家擁有。